# 女王道站
女王道站（英語：Queensway tube station）是倫敦地鐵中央線的一個車站，位於貝斯沃特，屬於倫敦軌道運輸第1收費區。車站位於肯辛頓花園西北角，站體橫跨西敏市和肯辛頓-修爾斯區。

## 歷史
女王道站開通於1900年7月30日，當時車站的名稱為女王路（Queen's Road）。車站出口為平頂，使上蓋得以作物業發展。1907年，建於本站出口上蓋的酒店（名為科堡酒店）落成啟用。1946年9月1日車站改為現在的名稱。
本站的兩部電梯曾經因為過於陳舊而經常故障。為了更換該兩部電梯，本站於 2005 年 5 月 8 日至 2006 年 6 月 14 日期間關閉，並順道進行車站整修工程。此外，車站還進行了現代化改造並重新鋪設了瓷磚，並在車站出口立面安裝了原始燈具的複製品。

## 接駁交通
貝斯沃特站位於本站以北約100米處，屬於倫敦地鐵環線和區域線的車站。倫敦交通局於本站設有出閘轉乘機制，使用蠔卡或其他非接觸式支付系統於指定時間內於本站與貝斯沃特站間轉綫，計算車資時會被視作一程車程。
倫敦巴士70、94、148號及通宵路線N207號均服務本站。

## 相片

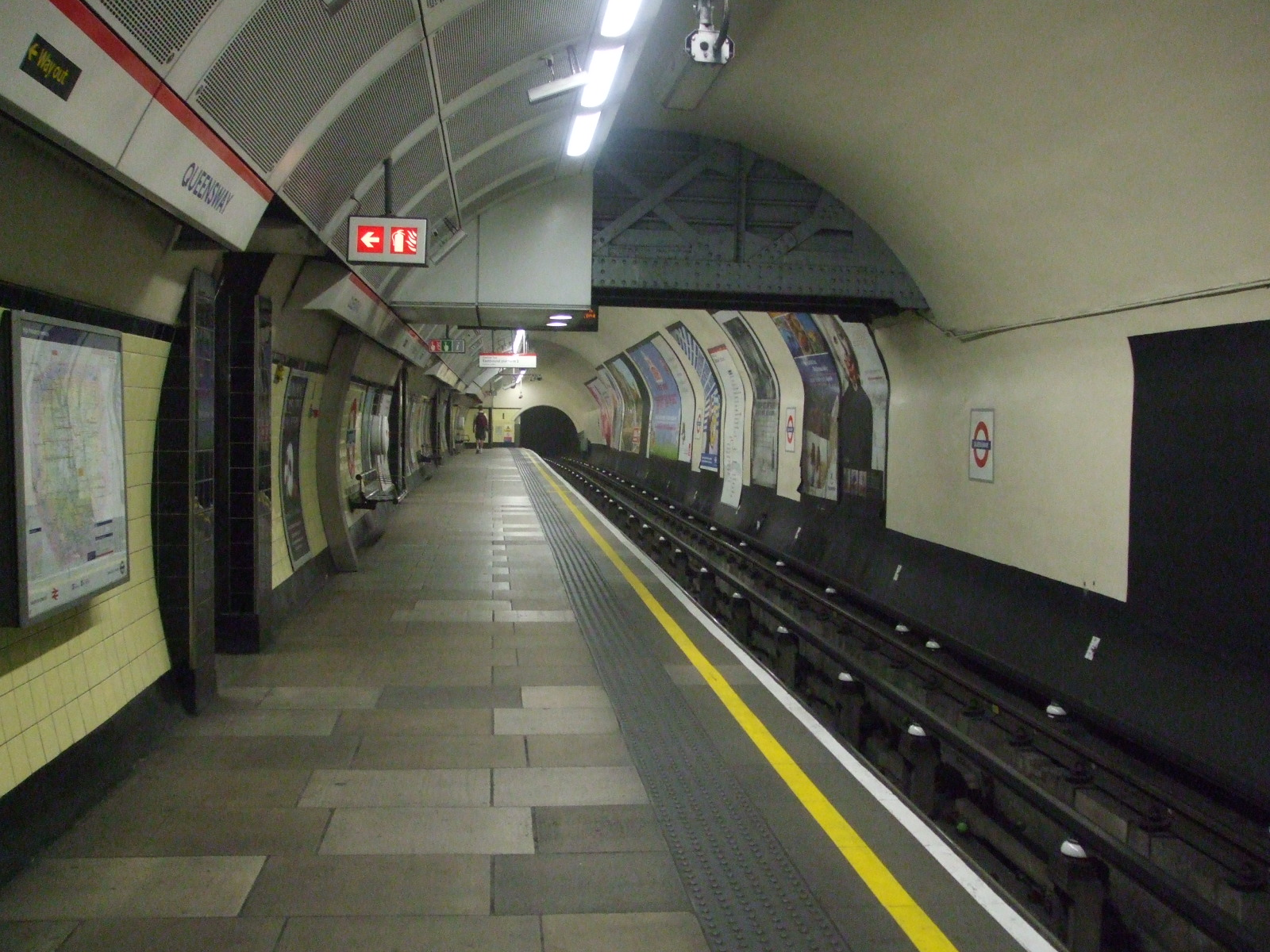
東行月台
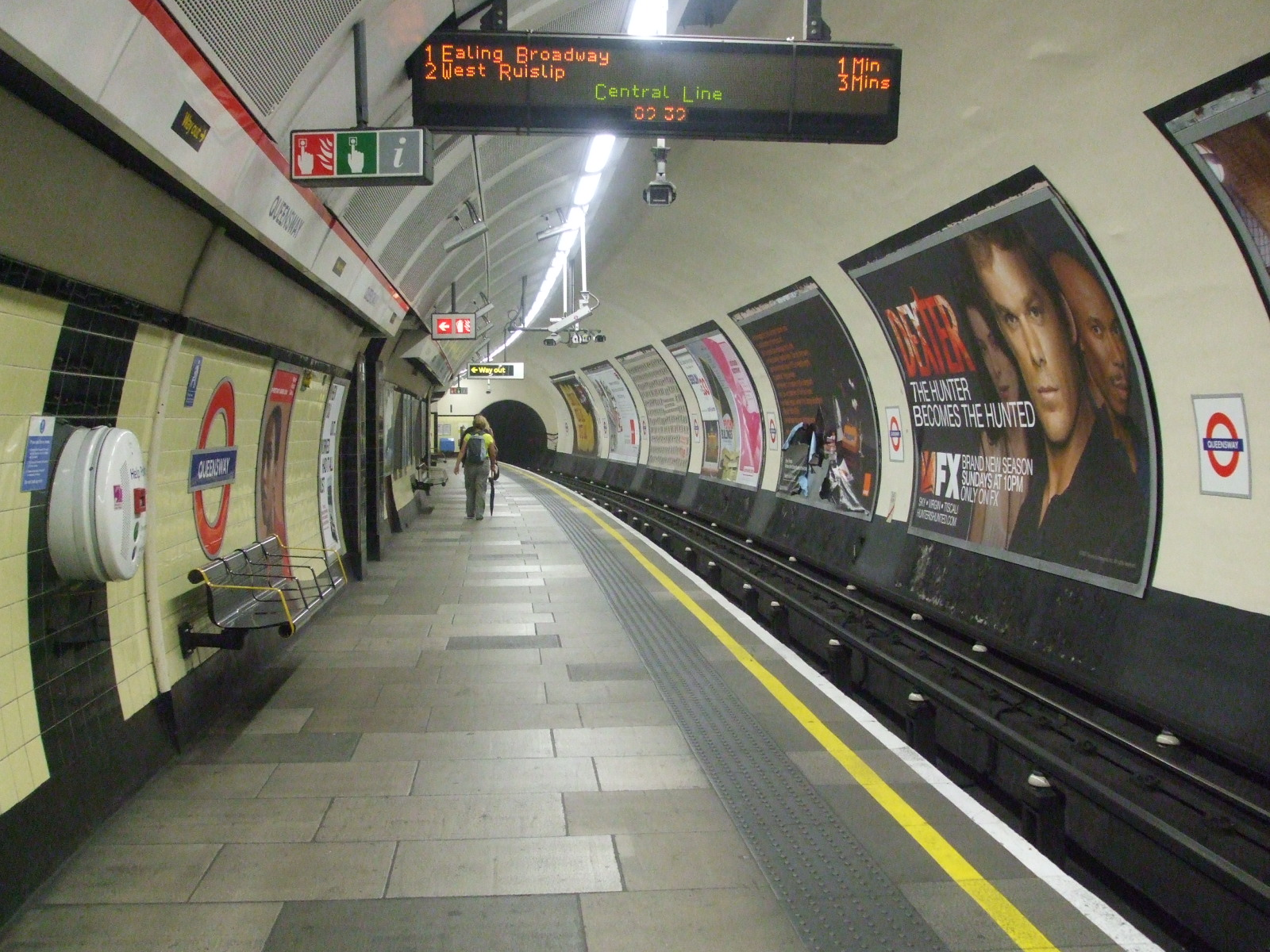
西行月台
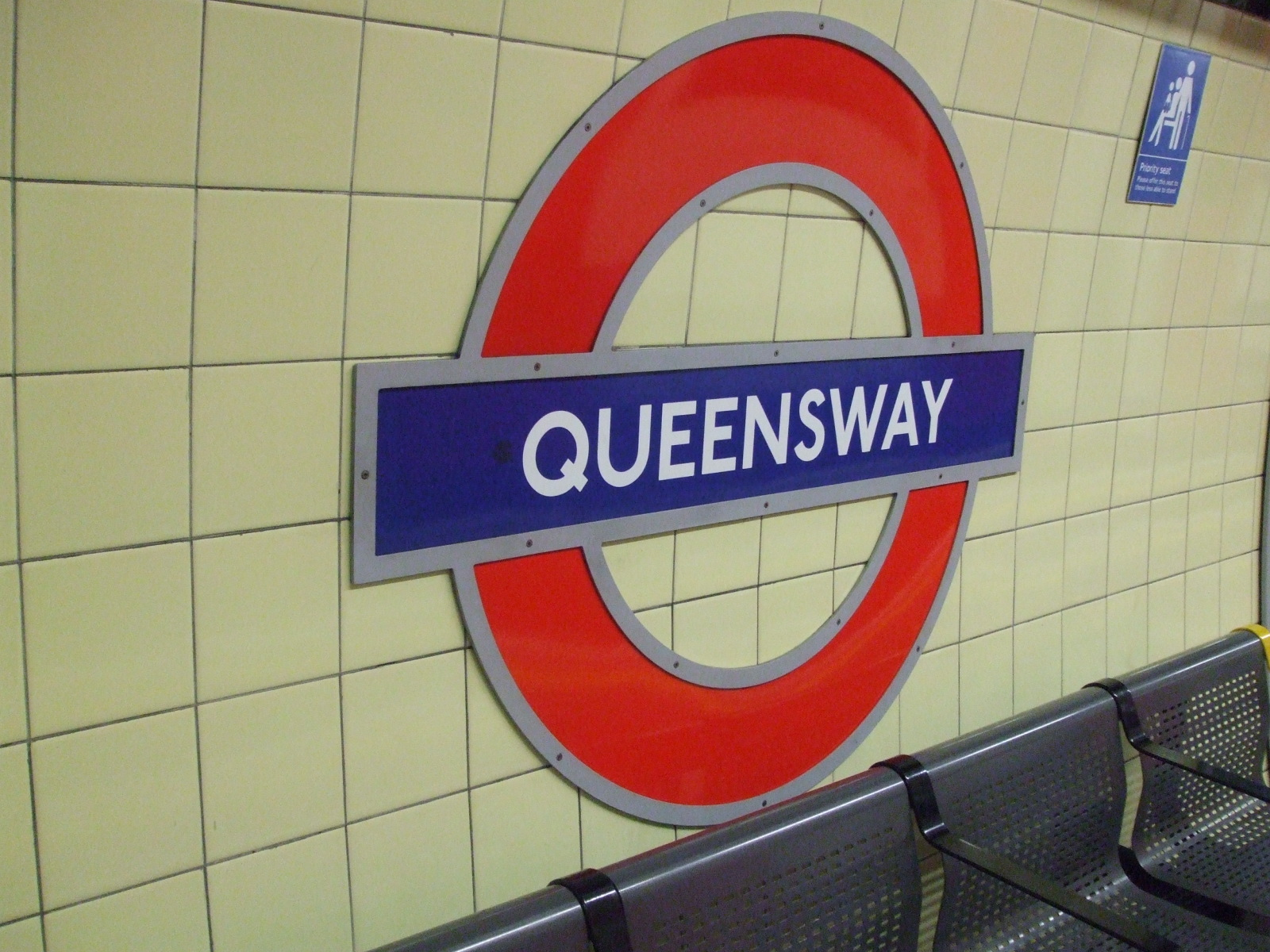
車站圓標